# Trou structural
Les trous structuraux font référence à un concept issu de l'analyse de réseaux, et originellement développé par Ronald Stuart Burt. L'étude des trous structuraux recouvre les champs de la sociologie, de l'économie et des sciences informatiques. Burt a introduit son concept dans une volonté d'expliquer l'origine des différences en termes de capital social. La théorie de Burt suggère que les individus détiennent certains avantages ou désavantages positionnels, selon la façon dont ils sont encastrés dans un voisinage ou une autre structure sociale. Un trou structurel est compris comme étant une absence de lien entre deux individus qui partagent des ressources complémentaires dans l'accès à l'information.

## Concept
La plupart des structures sociales tendent à se caractériser par des connexions denses ; c'est-à-dire qu'elles ont une cohésion sociale forte. Selon l'approche proposée par Burt, les trous structuraux offrent une possibilité d'innovation non négligeable,,. Un individu qui agit en tant que médiateur entre deux ou plusieurs groupes rapprochés peut y gagner de nombreux avantages comparatifs. En particulier, la position de pont structurel entre réseaux distincts lui permet d'être le passeur ou d'être le gardien d'informations précieuses d'un groupe à l'autre. De plus, l'individu créant un pont structural peut combiner toutes les idées qu'il ou elle reçoit de ces différentes sources et arriver avec l'idée la plus innovante. D'autre part, il occupe une position précaire, puisque entretenir ces liens disparates entre réseaux distincts peut être fragile et coûteux en temps et en énergie.

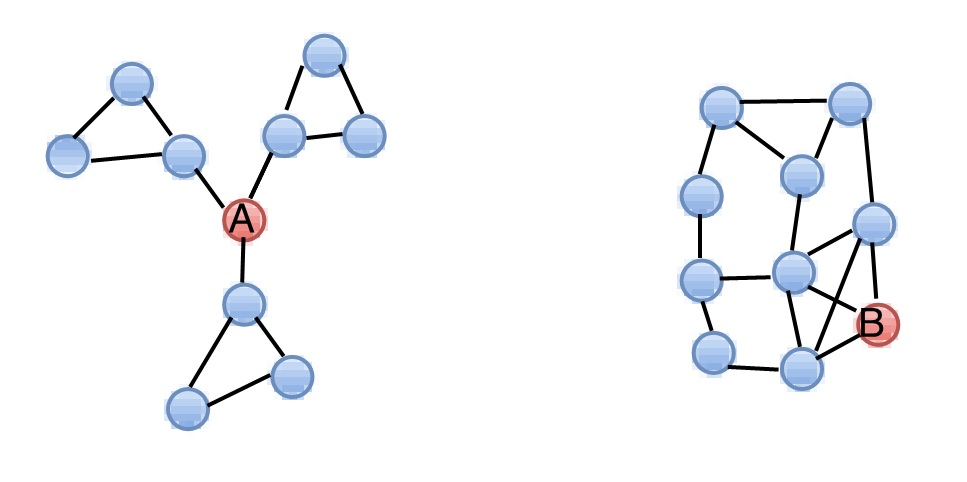
Deux types de structures de réseaux : l'un où A forme un "pont" entre trois composantes connexes, l'autre très dense, incluant B. Si on enlève A, la structure du graphe change en trois réseaux distincts. Si on enlève B, la structure est peu atteinte.

Si l'on compare les deux sommets A et B dans l'image ci-présentée : Sommet A risque de recevoir davantage de nouvelles informations que Sommet B, bien qu'ils aient le même nombre de liens vers les autres. Sa position est vue comme plus stratégique et névralgique, puisqu'il reçoit des informations provenant de trois sous-réseaux distincts. Il en est ainsi parce que les sommets connectés à B sont aussi fortement connectés entre eux ; toute information que n'importe qui au sein du réseau de B peut obtenir de B, peut être obtenue de n'importe quel autre sommet du graphe. Les informations que B obtient de ses connexions se recoupent; elles sont vues comme étant redondantes. Au contraire, la position de Sommet A l'avantage par la possibilité de recevoir des informations non redondantes de ses connexions. Le terme "trou structural" sert à nommer le "vide" qui sépare des connexions non redondantes. L'espace vide entre deux contacts procure des avantages, en termes de capital social au Sommet A.
Ce concept s'inscrit dans les études sur les triades en sociologie relationnelle.

### Pont structural
Un pont est, dans un graphe, un lien qui, si on le supprime, déconnecte deux composantes connexes. Un sommet crée un "pont" s'il unit deux ou plusieurs composantes. Faire office de "pont" est enrichissant du point de vue du capital social.

## Mesures

### Décompte des ponts structuraux
Le décompte des ponts est une mesure simple et intuitive des trous structuraux dans un réseau. Il y en a 3 dans le graphe de A, illustré ci-dessus. Le pont structural est défini comme étant une relation entre deux sommets s'il n'y a pas d'autres liens indirects les connectant l'un à l'autre, provenant de leurs contacts respectifs.

### Taille effective

#### Formule de Burt
Burt a introduit une mesure de la redondance en analyse des réseaux sociaux, qui vise à estimer dans quelle mesure le contact j est redondant avec les autres contacts du sommet i. La redondance est comprise comme un investissement en temps et énergie dans une relation avec un autre sommet q, avec qui le sommet j est fortement connecté.
{\displaystyle {\text{Redondance}}=p_{iq}m_{jq}}
Lorsque piq est la proportion de l'énergie investie par i par rapport à q, et mjq est calculé comme étant l'interaction de j envers q divisée par la plus forte relation qu'entretient j avec quiconque. La redondance dans le réseau est calculée en faisant la somme de ces produits pour chaque sommet q. Une négation exprime la partie non redondante des relations. La taille effective du réseau de i est définie comme la somme des contacts non redondants de j.
{\displaystyle {\text{Taille effective du réseau de i}}=\sum _{j}\left[1-\sum _{q}p_{iq}m_{jq}\right],\quad q\neq i,j,}
Plus chaque sommet est déconnecté des autres contacts principaux, plus la taille effective sera élevée. Cet indicateur varie de 1 (le réseau ne fournit qu’un seul lien) au nombre total de liens N (chaque contact est non redondant).

#### La reformulation par Borgatti
Borgatti a développé une formule simplifiée pour calculer la taille effective de réseaux non pondérés.
{\displaystyle {\text{Redondance}}={\frac {2t}{n}}}
Où t est le nombre total de liens d'un réseau centré sur une entité : un "réseau d'ego", en excluant les liens vers ego, et n est le nombre total de liens à l'intérieur du réseau d'ego (excluant l'ego). Cette formule peut être modifiée pour calculer la taille effective d'un réseau d'ego.
{\displaystyle {\text{Taille effective d'un réseau d'ego}}=n-{\frac {2t}{n}}}

### Contrainte
L'effet de la contrainte et/ou de la liberté qu'offre une structure sociale est largement étudiée en termes d'apport à l'innovation, par la circulation de l'information,.
La contrainte de réseau d'un réseau donné est la somme des contraintes de connexion ij :
{\displaystyle c_{ij}=(p_{ij}+\sum _{q}p_{iq}p_{qj})^{2},\quad i\neq q\neq j}
Cet indicateur mesure dans quelle proportion le temps et l’énergie sont concentrés au sein d’un même cluster. Il comprend deux composants : direct, lorsqu'un contact consomme une grande partie du temps et de l'énergie d'un réseau, et indirect, lorsqu'il contrôle d'autres personnes, qui consomment une grande partie du temps et de l'énergie d'un réseau.
La contrainte de réseau mesure, par exemple, dans quelle proportion le réseau des collègues d'un gestionnaire ressemble à une camisole de force autour du gestionnaire, ce qui limite sa vision d’idées alternatives et de sources de soutien. Cela dépend de trois caractéristiques du réseau : taille, densité et hiérarchie. La contrainte sur un individu serait généralement plus forte dans le cas d'un petit réseau (il ou elle n'a que peu de contacts) et si les contacts sont fortement interconnectés (soit directement dans un réseau dense, soit indirectement, par l'intermédiaire du contact central mutuel comme dans un réseau hiérarchique).

## Trous structuraux et lien faibles
L'idée derrière la théorie des trous structuraux est proche de celle de la force des liens faibles, concept très populaire développé par Mark Granovetter. Considérant l'argument sur les liens faibles, les plus forts liens entre deux personnes sont fort probablement les contacts qui se chevauchent (multiplexité) et qui ont donc des liens en commun avec une tierce partie. Cela implique que créer des ponts est une source potentielle de nouvelles idées. En effet, Granovetter soutient que les liens forts sont moins susceptibles de transférer des informations nouvelles.
Les deux concepts renvoient au même modèle sous-jacent. Cependant, il demeure des distinctions permettant de les différencier. Lorsque Granovetter affirme que la force des liens détermine si une personne sera pont ou non, Burt voit une causalité allant dans une direction opposée. Il préfère la cause proximale (création de liens de type "pont"), tandis que Granovetter est en faveur de la cause distale (force des liens).

## Autres études connues
- La famille Médicis semble avoir su tirer son épingle du jeu grâce à l'entretien de trous structuraux[15],[16]
- Épidémiologie : la position névralgique des sommets apparaissant comme formant des ponts en font d'importants vecteurs de transmission épidémique[17].

## Applications - Stratégie d'affaire
Les réseaux sociaux riches en trous structuraux ont été qualifiés de réseaux entrepreneuriaux, et l'individu bénéficiant de trous structuraux est considéré comme un entrepreneur. L'application de cette théorie peut être notamment trouvée dans l'une des études de Burt sur les réseaux d'entreprises. Il a étudié un réseau de 673 gestionnaires de la chaîne d'approvisionnement de l'entreprise et a mesuré le degré de courtage social. Tous les gestionnaires devaient soumettre leurs idées sur les moyens d'améliorer la gestion de la chaîne d'approvisionnement, qui ont ensuite été évaluées par des juges.
Résultats de cette étude empirique :
- La valeur d'une idée correspond au degré qui a été mesuré sur les individus en tant que courtiers sociaux ;
- Les salaires des individus correspondaient au degré qui a été mesuré en tant que courtiers sociaux ;
- Les gestionnaires qui discutaient de problèmes avec d'autres gestionnaires étaient mieux payés, mieux évalués et plus susceptibles d'être promus.